# Donschot
Donschot (ook wel Donkschot) is een gehucht dat valt onder de gemeente Deurne in de Nederlandse provincie Noord-Brabant. Het ligt tussen Deurne, Vlierden, Asten en Liessel. 
Het dorp is in de middeleeuwen ontstaan op een donk, een zandheuvel in het rivierenland. Het naamselement 'schot' of 'schoot' komt veel voor in oostelijk Brabant en verwijst naar "beboste zandgrond uitspringend in een moerassig terrein". Rond 1350 wordt het gehucht Donschot voor het eerst genoemd in het Cijnsboek Hertog van Brabant. Ook komt daar al een familienaam voor die is afgeleid van dit gehucht, namelijk Van der Donscot. De familienaam die het meest voorkomt en is afgeleid van dit gehucht is Verdonschot. Er is in dit gebied ook een straatnaam die naar dit gehucht is vernoemd, namelijk de Donschotseweg.
Dorpen: Deurne · Helenaveen · Liessel · Neerkant · Vlierden · Walsberg

Buurtschappen: Baarschot · Belgeren · Bleijs · Breemortel · Groote Bottel · Kleine Bottel · Groot Bruggen · Klein Bruggen · Derp · Donschot · Haageind · Halte · Hanenberg · Heieind · Heimolen · Heitrak · Kerkeind · Kranenmortel · Kulert · Leensel · Luttel Meijel · Merlenberg · Molenhof · Pannenschop · Ruth · Schans · Schelm · Sloot · Veldheuvel · Vloeieind · De Voorstad · Voorste Beerdonk · Voort · Vreekwijk

Noord-Brabant: Steden en dorpen      Nederland: Provincies · Gemeenten